# Ariane Ascarideová
Ariane Ascarideová, nepřechýleně Ariane Ascaride (* 10. října 1954 Marseille), je francouzská divadelní a filmová herečka. V roce 1998 získala filmovou cenu César.

## Život
Vystudovala sociologii na univerzitě v Aix-en-Provence. Jejím manželem se stal francouzský režisér Robert Guédiguian.
Později vystudovala pařížskou konzervatoř Conservatoire national supérieur d'art dramatique, kde navštěvovala kurzy Antoina Viteza a Marcela Bluwala. Na začátku 70. let 20. století začala hrát v divadle, a to ve hrách jejího bratra Pierra Ascarida.
Později hrála ve filmech různých režisérů, byla hojně obsazována ve filmech jejího manžela. Film Marius et Jeannette, za který byla oceněna Césarem, je také výsledkem jejich spolupráce.
Celkem hrála přibližně v padesáti filmech. Kromě toho spolupracuje s televizí a po celou dobu své kariéry hraje současně v různých francouzských divadlech.

## Filmografie (výběr)
- 1997 : Marius et Jeannette (Marius et Jeannette), režie Robert Guédiguian
- 1999 : Mauvaises fréquentations (Mauvaises fréquentations), režie Jean-Pierre Améris
- 2000 : Félixova dobrodružství (Drôle de Félix), režie Olivier Ducastel a Jacques Martineau
- 2002 : Můj skutečný život v Rouenu (Ma vraie vie à Rouen), režie Olivier Ducastel a Jacques Martineau
- 2004 : Brodeuses (Brodeuses), režie Éléonore Faucher
- 2008 : Lady Jane (Lady Jane), režie Robert Guédiguian
- 2009 : Ježek (Le Hérisson), režie Mona Achache
- 2009 : Armáda zločinu (L'Armée du crime), režie Robert Guédiguian
- 2011 : Umění milovat (L'Art d'aimer), režie Emmanuel Mouret
- 2011 : Sněhy Kilimandžára (Les Neiges du Kilimandjaro), režie Robert Guédiguian

## Ocenění

### César
Ocenění
- 1998: César pro nejlepší herečku za film Marius et Jeannette

Nominace
- 2003: César pro nejlepší herečku za film Marie-Jo et ses 2 amours
- 2005: César pro nejlepší herečku ve vedlejší roli za film Brodeuses

### Jiná ocenění
- 2006: Nejlepší herečka na Mezinárodním filmovém festivalu v Římě